# Rasad (Konkubine des az-Zahir)
Rasad (arabisch رصد, DMG Raṣad ‚Talisman‘) war eine Konkubine (ǧihāt) des Fatimiden-Kalifen az-Zahir (gest. 1036) und Mutter dessen Nachfolgers al-Mustansir (gest. 1094).

## Leben
Rasad wird von Ibn Muyassar (gest. 1278) als eine „schwarze“ (sūdān) Sklavin beschrieben, die aus ihrer nubischen Heimat zuerst an den jüdischen Kaufmann Abu Sad Sahl ibn Harun at-Tustari nach Ägypten verkauft wurde. Dieser gehörte in Kairo zu den Hoflieferanten des Palastes, der sie zur Förderung seiner Geschäftsbeziehungen offenbar an Kalif az-Zahir weiterverschenkt hatte. Am 2. Juli 1029 wurde sie die Mutter des einzig bekannten Kindes des Kalifen, des Prinzen Maadd, dem späteren Kalif al-Mustansir. Der Rang als „Sohnesmutter“ (umm walad) verhalf ihr zu Einfluss am Hof und nach dem Tod des az-Zahir 1036 zum Status einer Freigelassenen. Ihren ehemaligen Besitzer hatte sie zu ihrem engsten Vertrauten und Verwalter ihres Privathaushaltes (dīwān wālidat al-ḫalīfa) gemacht. 
Nach dem Tod des Wesirs al-Dschardscharai im März 1045 übernahm die um Rasad gebildete Hofpartei die Regierung des Kalifats, mit Sahl at-Tustari und dessen Bruder Abu Nasr Ibrahim als im Hintergrund agierende Regenten und mit dem zum Islam konvertierten Juden Sadaqa ibn Yusuf al-Falahi als ausführende Marionette auf dem Posten des Wesirs. Die Bilanz des Triumvirats gestaltete sich insbesondere in seiner Fiskalpolitik als erfolgreich, doch führten Intrigen untereinander zu seinem baldigen Ende. Sahl at-Tustari fiel am 25. Oktober 1047 einem Anschlag türkischer Gardisten zum Opfer, der von Wesir al-Falahi orchestriert wurde. Der wiederum wurde schon im Juni 1048 auf Betreiben der Rasad abgesetzt und hingerichtet. Der nachfolgende Wesir, ein Neffe des al-Dschardscharai, suchte die Partei der Kalifenmutter gänzlich zu verdrängen, indem er deren letzten Vertrauten Ibrahim at-Tustari hinrichten ließ. Aber in dem Palästinenser al-Yazuri hatte ein weiterer Günstling der Rasad einen schnellen Aufstieg am Hof vollzogen, der auf ihr Betreiben hin nach der Beseitigung des alten Wesirs am 1. Juni 1050 in dieses Amt eingesetzt wurde.
Die kommenden acht Jahre wurde der Staat faktisch von al-Yazuri und der Rasad gelenkt, während Kalif al-Mustansir selbst nie auch nur in irgendeiner Weise in die Staatsgeschäfte miteinbezogen wurde. Ein besonderes Anliegen der Rasad war der Ankauf sudanesischer „Kaufsklaven“ (ʿabīd aš-širāʾ) aus ihrer Heimat, die im fatimidischen Heer in absehbarer Zeit die türkischen Verbände verdrängen sollten, da diese ihr gegenüber als wenig loyal galten. Allerdings hatte sie damit auch eine Konkurrenzsituation im Heer gefördert, die sich bald nach dem Sturz des al-Yazuri im Februar 1058 in einem lang anhaltenden Bürgerkrieg zwischen den Truppenteilen entlud, der zum Zusammenbruch des Fatimidenkalifats führte. Als der gegen die Sudanesen siegreiche türkische General Ibn Hamdan im April/Mai 1072 die Macht in Kairo übernehmen konnte und den al-Mustansir in seinem verwaisten Palast gefangen setzte, waren Rasad und andere Familienangehörige zu diesem Zeitpunkt bereits aus der Stadt geflohen. Die meisten der Prinzen, darunter auch al-Mustansirs Söhne, haben in den befestigten Seehäfen der Levante Zuflucht genommen. Von Rasad wird behauptet, sie hätte Exil ausgerechnet in Bagdad am Hof des Abbasiden-Kalifen erhalten, wo sie zu einem unbekannten Zeitpunkt starb.